# Ádám Lang
Ádám Lang (n. 17 ianuarie 1993, Veszprém, Veszprém, Ungaria) este un fotbalist maghiar, care joacă pe post de fundaș la Omonia în Prima Divizie Cipriotă. Pe plan internațional, are prezențe la națională pentru Ungaria U19⁠(d), Ungaria U21 și Ungaria.